# Aeropuerto Internacional Jean-Lesage de Quebec
El Aeropuerto Internacional Jean-Lesage de la ciudad de Quebec (del francés: Aéroport international Jean-Lesage de Québec) (IATA: YQB, OACI: CYQB) es el principal aeropuerto que sirve a la ciudad canadiense de Quebec. Ubicado a 6 millas náuticas (11 km; 6.9 millas) al suroeste de la ciudad, es el undécimo aeropuerto más ocupado de Canadá, con 1,670,880 pasajeros y 121,680 movimientos de aviones en 2017. Más de 10 aerolíneas ofrecen 360 vuelos semanales a destinos en Canadá, Estados Unidos, América Central, México, el Caribe y Europa.

## Información
El aeropuerto fue establecido en 1939, un año después del cierre del Aérodrome Saint-Louis. En un principio fue un aeropuerto para el entrenamiento para observadores de vuelo, el primer vuelo tomó lugar el 11 de septiembre de 1941.
En un principio fue conocido como el Aéroport de l'Ancienne Lorette, luego como el Aéroport de Sainte-Foy, y luego como Aéroport de Québec, fue luego llamado Aéroport International Jean-Lesage en 1993, en honor al ex Primer ministro de Quebec, Jean Lesage.
Este aeropuerto es administrado y operado por Aéroport de Québec Inc., una organización sin fines de lucro.
El transporte público al para el aeropuerto es organizado por la Réseau de transport de la Capitale.

## Instalaciones

### Infraestructura
El Aeropuerto Internacional YQB recibe una amplia variedad de aviones de larga, media y corta distancia. El aeropuerto tiene dos pistas de aterrizaje. Su pista más larga en dirección noreste-suroeste es la 24/06, con una longitud de 2,743 metros (9,000 pies) de largo y 46 metros (150 pies) de ancho. La pista 24 es el patrón de aproximación principal de YQB equipado con aproximación RNAV, RNP y NDB. La pista 06 tiene los mismos enfoques con la adición de ILS y VOR/DME. Hay seis calles de rodaje, Alfa (que conecta la plataforma principal con la pista 24), Bravo (que conecta la plataforma principal con la pista 29), Charlie, Delta (paralela a la pista 06/24), Eco (que conecta la plataforma principal con la pista 24), Golf (que conecta Delta con el umbral de la pista 06) y Hotel (entre Golf y la pista 11/29). Las plataformas del aeropuerto pueden acomodar aviones ligeros a grandes (12 pasarela de acceso a aeronaves y 9 posiciones remotas) simultáneamente y está diseñada para acomodar aviones de reacción de fuselaje ancho tan grandes como el Boeing 747-400. YQB no tiene un Sistema de guía de atraque visual (VDGS) o Ayuda de estacionamiento de aeronaves Parallax (PAPA), todos los puestos están asistidos por Operaciones en tierra utilizando varillas de maniobra y balizas iluminadas de mano. La rampa 3 es donde se encuentran todas las escuelas de vuelo y aerolíneas privadas. Chrono Aviation, Skyjet/Air Liaison, Orizon Aviation, CFAQ, Strait Air y Avjet/TSAS son los principales usuarios de esta sección.

### Pistas y aproximación
| Pista | Largo                | Ancho             | Pista | Notas |
| ----- | -------------------- | ----------------- | ----- | --- |
| 06 →  | 9000 pies (2743,2 m) | 150 pies (45,7 m) | ← 24  | La pista 06/24 está equipada con iluminación de borde de pista de intensidad (HIRL). El final de la pista 24 tiene un sistema de indicador de Trayectoria de Aproximación de Precisión (PAPI). Pista 24 : RNAV, RNP, NDB // Pista 06 : ILS, RNAV, RNP, NDB, VOR/DME |
| 11 →  | 5700 pies (1737,4 m) | 150 pies (45,7 m) | ← 29  | La pista 11/29 está equipada con una iluminación de borde de pista de intensidad (HIRL) y un sistema de indicador de Trayectoria de Aproximación de Precisión (PAPI). Pista 29 : RNAV, RNP, NDB // Pista 11 : ILS, RNAV, RNP                                        |

## Aerolíneas y destinos

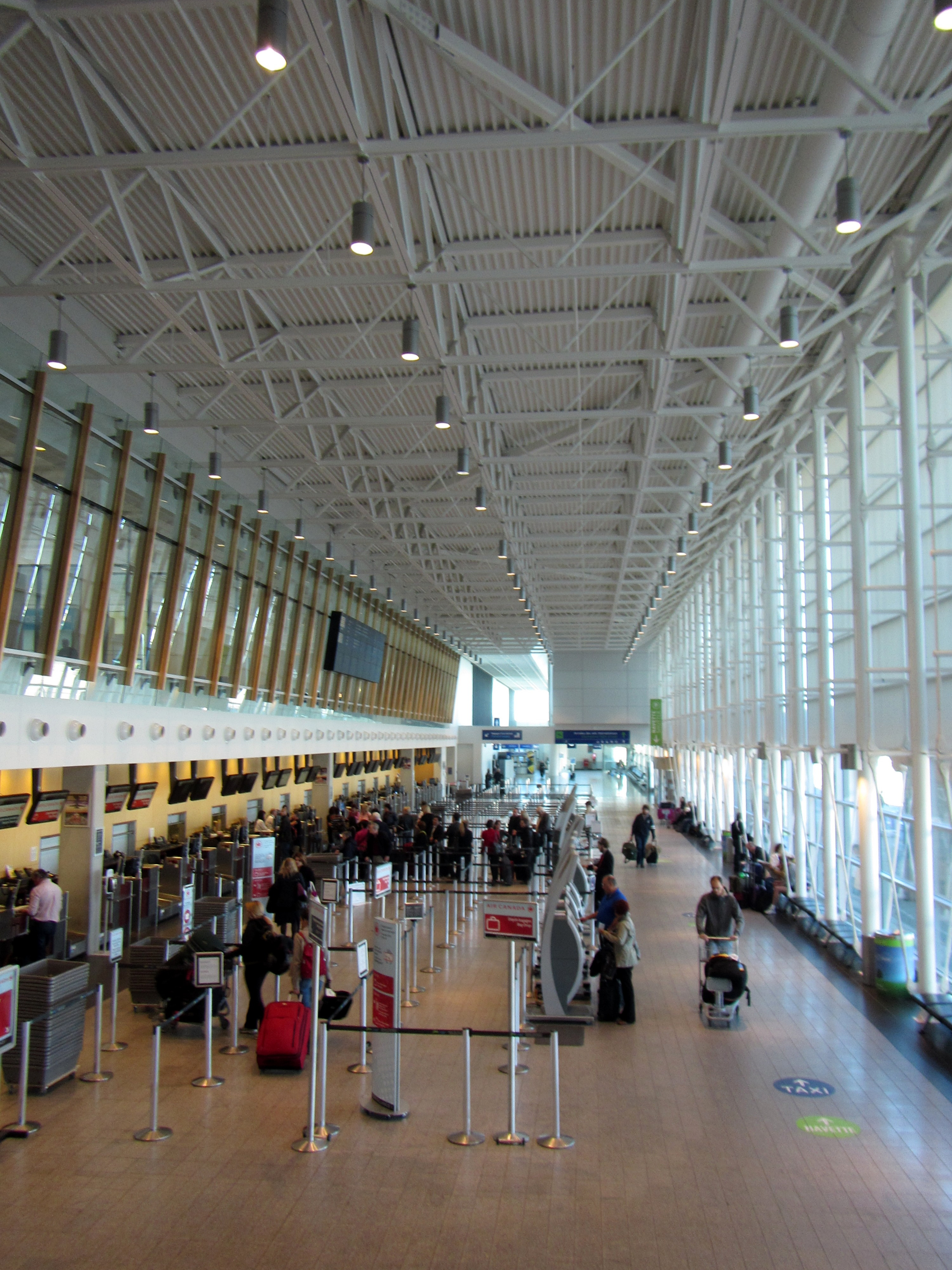
Zona de documentación del aeropuerto.

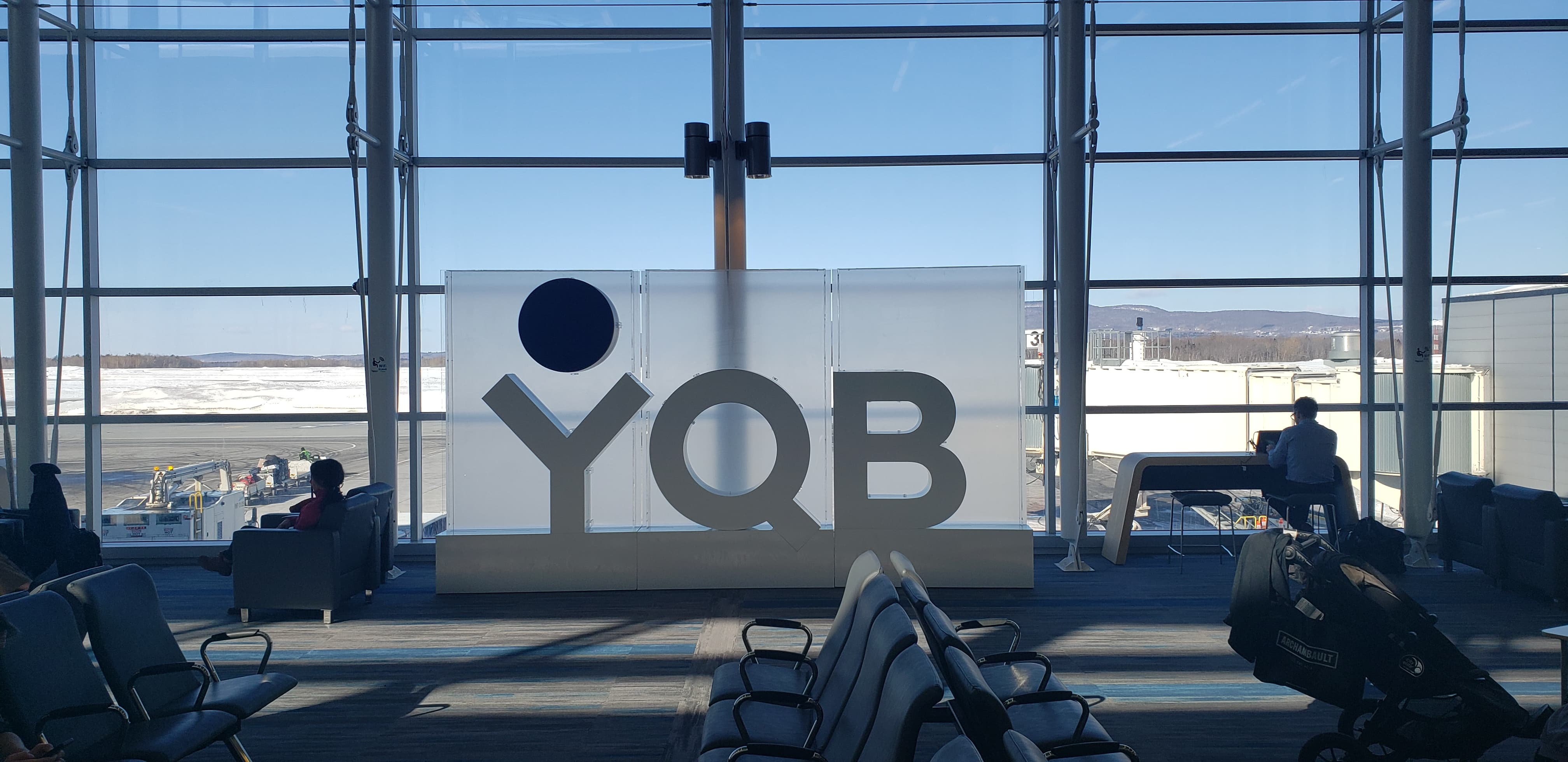
Salas de última espera.

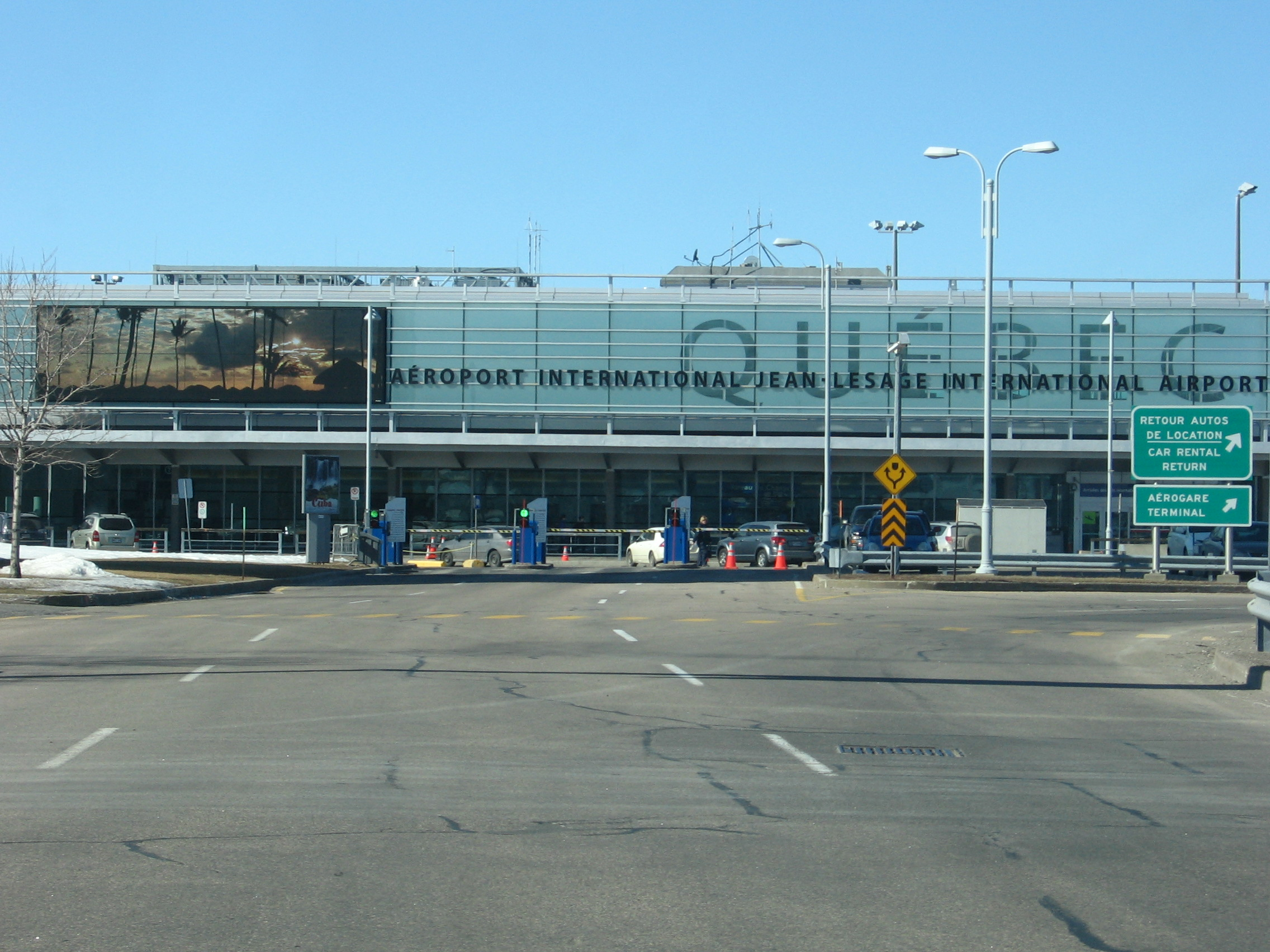
Fachada del aeropuerto.

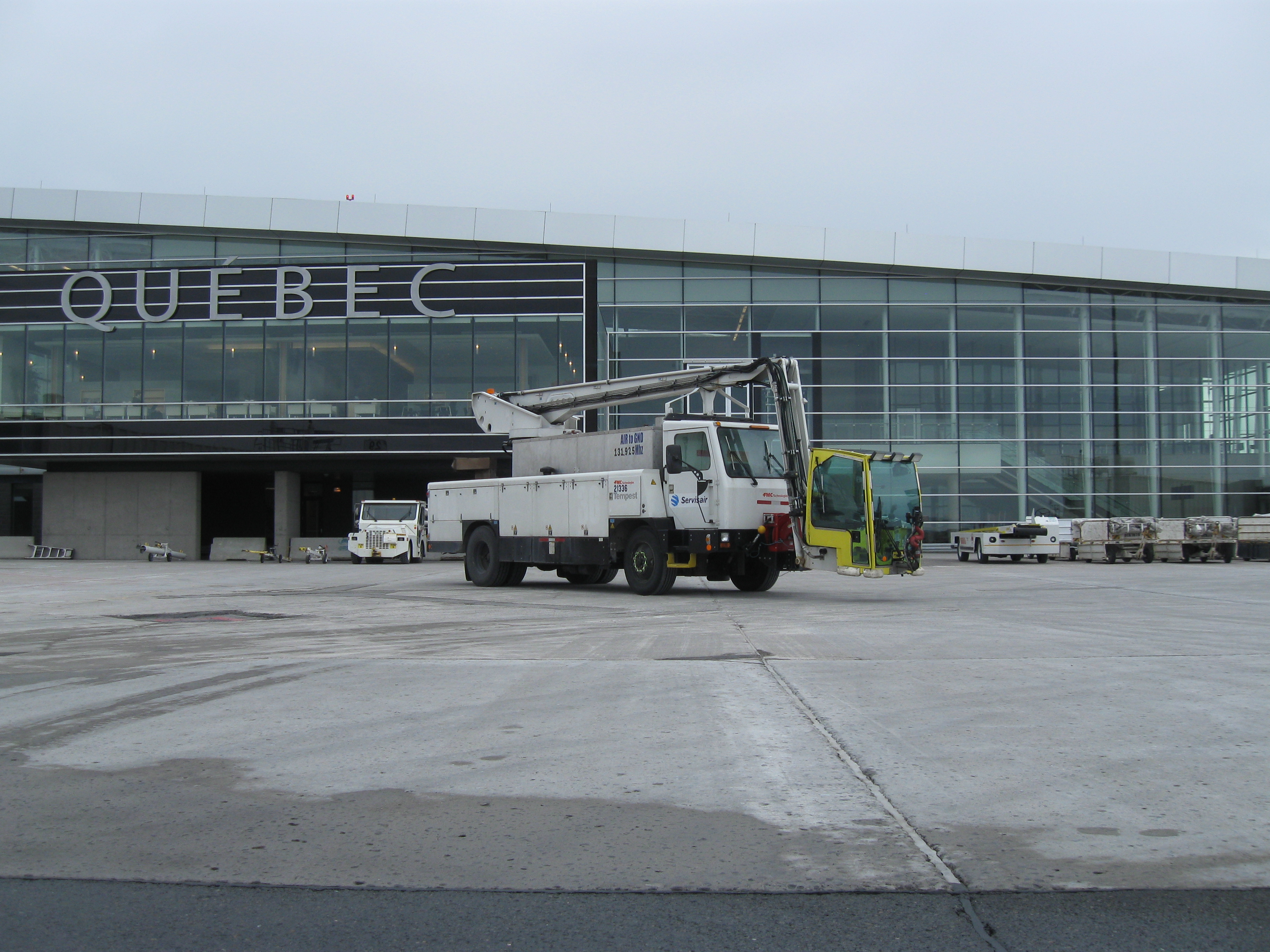
Unidad de descongelación del lado aire.

### Pasajeros

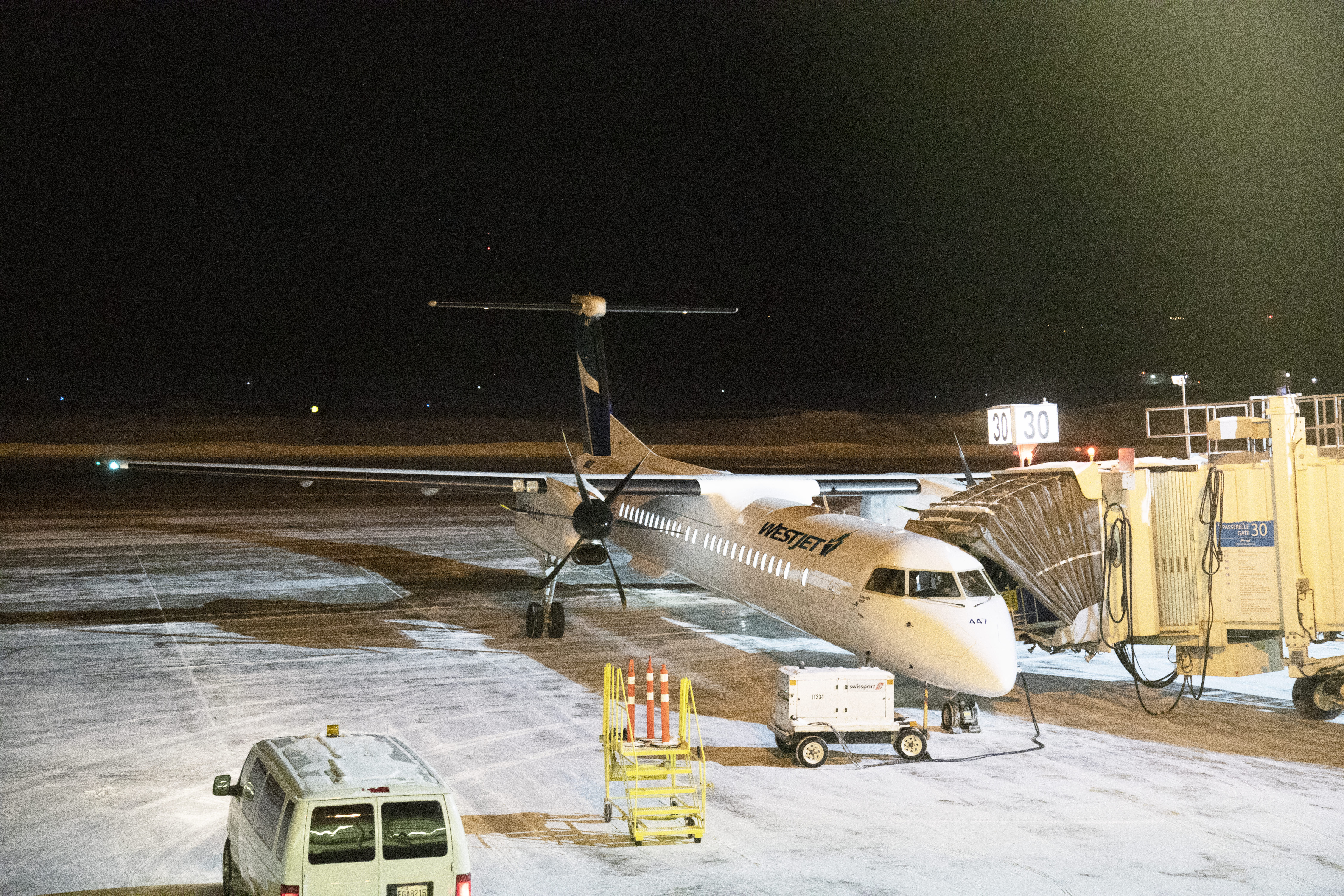
Bombardier Dash 8-Q400 de WestJet Encore en el Aeropuerto internacional Jean-Lesage de Quebec.

| Aerolíneas         | Destinos |
| ------------------ | --- |
| Air Canada         | Estacional: Fort-de-France (inicia el 7 de diciembre de 2025), Vancouver |
| Air Canada Express | Ottawa |
| Air Canada Rouge   | Montreal–Trudeau, Toronto–Pearson Estacional: Cancún, Fort Lauderdale, Orlando, Punta Cana |
| Air France         | Estacional: Paris–Charles de Gaulle |
| Air Inuit          | Montreal–Trudeau, Kuujjuaq, Schefferville, Sept-Îles |
| Air Liaison        | Montréal–Saint-Hubert, Rouyn-Noranda, Sept-Îles, Val-d'Or |
| Air Transat        | Cancún, Fort Lauderdale, París–Charles de Gaulle, Punta Cana Estacional: Cayo Coco, Fort-de-France, (inicia el 14 de diciembre de 2025), Holguín, Montreal–Trudeau, Orlando, Pointe-à-Pitre (inicia el 18 de febrero de 2026), Puerto Plata, Puerto Vallarta, Samaná, Santa Clara, Varadero |
| American Eagle     | Estacional: Charlotte, Chicago–O'Hare, Dallas/Fort Worth, Filadelfia |
| PAL Airlines       | Gaspe, Îles-de-la-Madeleine, Montreal–Trudeau, Sept–Îles, Wabush |
| Pascan Aviation    | Gaspe, Îles-de-la-Madeleine, Montreal–Saint-Hubert |
| Porter Airlines    | Toronto–Billy Bishop |
| United Express     | Newark Estacional: Chicago–O'Hare |
| WestJet            | Cancún, Cayo Coco, Punta Cana, Varadero Estacional: Calgary, Montego Bay (inicia el 6 de diciembre de 2025), San Andrés (inicia el 8 de diciembre de 2025) |

### Carga
| Aerolíneas                      | Destinos         |
| ------------------------------- | ---------------- |
| UPS operado por SkyLink Express | Montreal-Mirabel |

### Destinos nacionales
Se brinda servicio a 15 ciudades dentro del país a cargo de 10 aerolíneas.
| Destinos nacionales del Aeropuerto de Quebec YQB YYC YGP YGR YVP YUL YHU YOW YUY YKL YZV YYZ YTZ YVO YVR YWK | Destinos nacionales del Aeropuerto de Quebec YQB YYC YGP YGR YVP YUL YHU YOW YUY YKL YZV YYZ YTZ YVO YVR YWK | Destinos nacionales del Aeropuerto de Quebec YQB YYC YGP YGR YVP YUL YHU YOW YUY YKL YZV YYZ YTZ YVO YVR YWK | Destinos nacionales del Aeropuerto de Quebec YQB YYC YGP YGR YVP YUL YHU YOW YUY YKL YZV YYZ YTZ YVO YVR YWK | Destinos nacionales del Aeropuerto de Quebec YQB YYC YGP YGR YVP YUL YHU YOW YUY YKL YZV YYZ YTZ YVO YVR YWK | Destinos nacionales del Aeropuerto de Quebec YQB YYC YGP YGR YVP YUL YHU YOW YUY YKL YZV YYZ YTZ YVO YVR YWK | Destinos nacionales del Aeropuerto de Quebec YQB YYC YGP YGR YVP YUL YHU YOW YUY YKL YZV YYZ YTZ YVO YVR YWK | Destinos nacionales del Aeropuerto de Quebec YQB YYC YGP YGR YVP YUL YHU YOW YUY YKL YZV YYZ YTZ YVO YVR YWK | Destinos nacionales del Aeropuerto de Quebec YQB YYC YGP YGR YVP YUL YHU YOW YUY YKL YZV YYZ YTZ YVO YVR YWK |
| Destinos | PAL Airlines                                                                                                 | Air Liaison                                                                                                  | Air Canada                                                                                                   | Air Inuit | Pascan Aviation                                                                                              | Air Transat                                                                                                  | Otra | # |
| --- | --- | --- | --- | --- | --- | --- | --- | --- |
| Calgary (YYC)                                                                                                | | | | | | | WestJet | 1 |
| Gaspe (YGP)                                                                                                  | • | | | | • | | | 2 |
| Îles-de-la-Madeleine (YGR)                                                                                   | • | | | | • | | | 2 |
| Kuujjuaq (YVP)                                                                                               | | | | • | | | | 1 |
| Montreal (YUL)                                                                                               | • | | • | • | | • | | 4 |
| Montreal (YHU)                                                                                               | | • | | | • | | | 2 |
| Ottawa (YOW)                                                                                                 | | | • | | | | | 1 |
| Rouyn-Noranda (YUY)                                                                                          | | • | | | | | | 1 |
| Schefferville (YKL)                                                                                          | | | | • | | | | 1 |
| Sept-Îles (YZV)                                                                                              | • | • | | • | | | | 3 |
| Toronto (YYZ)                                                                                                | | | • | | | | | 3 |
| Toronto (YTZ)                                                                                                | | | | | | | Porter Airlines                                                                                              | 1 |
| Val-d'Or (YVO)                                                                                               | | • | | | | | | 1 |
| Vancouver (YVR)                                                                                              | | | • | | | • | | 2 |
| Wabush (YWK)                                                                                                 | • | | | | | | | 2 |
| Total | 5 | 4 | 4 | 4 | 3 | 2 | 2 | 15 |

### Destinos internacionales
Se ofrece servicio a 21 destinos internacionales (14 estacionales), a cargo de 7 aerolíneas.
| Ciudades por países                                              | Nombre del aeropuerto                                 | Aerolíneas |              |              |              |
| Norteamérica                                                     | Norteamérica                                          | Norteamérica | Norteamérica | Norteamérica | Norteamérica |
| ---------------------------------------------------------------- | ----------------------------------------------------- | --- | ------------ | ------------ | ------------ |
| Estados Unidos (7 destinos [5 estacionales], 4 aerolíneas)       |                                                       | |              |              |              |
| Charlotte                                                        | Aeropuerto Internacional de Charlotte-Douglas         | American Eagle (Estacional)                                                                                               |              |              |              |
| Chicago                                                          | Aeropuerto Internacional O'Hare                       | American Eagle (Estacional) / United Express (Estacional)                                                                 |              |              |              |
| Dallas                                                           | Aeropuerto Internacional de Dallas-Fort Worth         | American Eagle (Estacional)                                                                                               |              |              |              |
| Filadelfia                                                       | Aeropuerto Internacional de Filadelfia                | American Eagle (Estacional)                                                                                               |              |              |              |
| Fort Lauderdale                                                  | Aeropuerto Internacional de Fort Lauderdale-Hollywood | Air Canada Rouge (Estacional) / Air Transat                                                                               |              |              |              |
| Newark                                                           | Aeropuerto Internacional Libertad de Newark           | United Express |              |              |              |
| Orlando                                                          | Aeropuerto Internacional de Orlando                   | Air Canada Rouge (Estacional) / Air Transat (Estacional)                                                                  |              |              |              |
| México (2 destinos [1 estacional], 3 aerolíneas)                 |                                                       | |              |              |              |
| Cancún                                                           | Aeropuerto Internacional de Cancún                    | Air Canada Rouge (Estacional) / Air Transat / WestJet                                                                     |              |              |              |
| Puerto Vallarta                                                  | Aeropuerto Internacional de Puerto Vallarta           | Air Transat (Estacional)                                                                                                  |              |              |              |
| Centroamérica y Caribe                                           |                                                       | |              |              |              |
| Cuba (4 destinos [2 estacionales], 2 aerolíneas)                 |                                                       | |              |              |              |
| Cayo Coco                                                        | Aeropuerto Internacional de Jardines del Rey          | Air Transat (Estacional) / WestJet                                                                                        |              |              |              |
| Holguín                                                          | Aeropuerto Internacional Frank País                   | Air Transat (Estacional)                                                                                                  |              |              |              |
| Santa Clara                                                      | Aeropuerto Internacional Abel Santamaría              | Air Transat (Estacional)                                                                                                  |              |              |              |
| Varadero                                                         | Aeropuerto Juan Gualberto Gómez                       | Air Transat (Estacional) / WestJet                                                                                        |              |              |              |
| Guadalupe (1 destino [estacional], 1 aerolínea)                  |                                                       | |              |              |              |
| Pointe-à-Pitre                                                   | Aeropuerto Internacional de Pointe-à-Pitre            | Air Transat (Estacional) (inicia el 18 de febrero de 2026)                                                                |              |              |              |
| Jamaica (1 destino [estacional], 1 aerolínea)                    |                                                       | |              |              |              |
| Montego Bay                                                      | Aeropuerto Internacional Sir Donald Sangster          | WestJet (Estacional) (inicia el 6 de diciembre de 2025)                                                                   |              |              |              |
| Martinica (1 destino [estacional], 2 aerolíneas)                 |                                                       | |              |              |              |
| Fort-de-France                                                   | Aeropuerto Internacional de Martinica Aimé Césaire    | Air Canada (Estacional) (inicia el 7 de diciembre de 2025) / Air Transat (Estacional) (inicia el 14 de diciembre de 2025) |              |              |              |
| República Dominicana (3 destinos [2 estacionales], 3 aerolíneas) |                                                       | |              |              |              |
| Puerto Plata                                                     | Aeropuerto Internacional Gregorio Luperón             | Air Transat (Estacional)                                                                                                  |              |              |              |
| Punta Cana                                                       | Aeropuerto Internacional de Punta Cana                | Air Canada Rouge (Estacional) / Air Transat / WestJet                                                                     |              |              |              |
| Samaná                                                           | Aeropuerto Internacional Presidente Juan Bosch        | Air Transat (Estacional)                                                                                                  |              |              |              |
| Sudamérica                                                       |                                                       | |              |              |              |
| Colombia (1 destino [estacional], 1 aerolínea)                   |                                                       | |              |              |              |
| San Andrés                                                       | Aeropuerto Internacional Gustavo Rojas Pinilla        | WestJet (Estacional) (inicia el 8 de diciembre de 2025)                                                                   |              |              |              |
| Europa                                                           |                                                       | |              |              |              |
| Francia (1 destino, 2 aerolíneas)                                |                                                       | |              |              |              |
| París                                                            | Aeropuerto de París-Charles de Gaulle                 | Air France (Estacional) / Air Transat                                                                                     |              |              |              |
| Total: 21 destinos (14 estacionales), 9 países, 7 aerolíneas     |                                                       | |              |              |              |

## Estadísticas
| Año  | Total de Pasajeros | Movimientos Aéreos |
| 2000 | 672,829            | 142,612            |
| 2001 | 642,767            | 151,650            |
| 2002 | 610,568            | 135,646            |
| 2003 | 628,545            | 116,523            |
| 2004 | 715,106            | 109,180            |
| 2005 | 793,735            | 101,367            |
| 2006 | 802,263            | 109,031            |
| 2007 | 899,612            | 119,441            |
| 2008 | 1,022,862          | 125,512            |
| 2009 | 1,035,026          | 128,890            |
| 2010 | 1,190,088          | 126,856            |
| 2011 | 1,313,432          | 128,748            |
| 2012 | 1,342,840          | 133,675            |
| 2013 | 1,475,717          | 118,265            |
| 2014 | 1,574,699          | 112,468            |
| 2015 | 1,584,713          | 110,345            |
| 2016 | 1,615,750          | 116,190            |
| 2017 | 1,670,880          | 121,680            |
| 2018 | 1,774,871          | 137,228            |
| 2019 | 1,789,005          | 144,963            |
| 2020 | 535,111            | 117,390            |
| 2021 | 353,203            | 129,649            |
| 2022 | 1,174,321          | 134,400            |
| 2023 | 1,688,736          | 117,680            |
| ---- | ------------------ | ------------------ |

Notas
1. ↑  Las estadísticas anteriores a 2009 son de Transport Canada. A partir de 2009, las estadísticas son del Aeropuerto de Québec (ADQ). Las estadísticas de Transport Canada son consistentemente más altas que las de ADQ.

## Aeropuertos cercanos
Los aeropuertos más cercanos son:
- Base de la fuerza aérea canadiense de Bagotville (173km)
- Aeropuerto de Alma (195km)
- Aeropuerto de Roberval (201km)
- Aeropuerto de Montreal-Saint-Hubert (222km)
- Aeropuerto Internacional Pierre Elliott Trudeau (233km)